# Zurvan
Zurvan o Zervan (del avéstico zruvan, "tiempo"), en la mitología irania, es un dios primigenio (deidad primordial) del tiempo y el destino; que sería posteriormente la figura central de la religión zurvanita.

## Descripción
Se trata de un dios arcaico iranio del que ya existen testimonios escritos en el siglo IV a. C. cuando Eudemo de Rodas afirmaba que los magos llamaban al todo, uno e inteligible, a veces "Espacio" y a veces "Tiempo", la realidad última del que habrían nacido Ohrmazd y Ahrimán (formas pahlavis de Ahura Mazda y Angra Mainyu, respectivamente) como la luz y las tinieblas, entendidas como los principios del bien y del mal, o un dios bueno y otro malo.
Probablemente, Zurvan fuera un dios celeste en su origen, fuente del tiempo y dador de la buena o mala suerte, interviniente del destino. En el Vendidad 19.29 aparece, en su papel escatológico, como el creador del camino por donde avanzaban las almas de los justos y de los impíos de los difuntos antes de llegar al puente Cinvat. En el Vendidad 19.13 y 16 aparece como dos aspectos: el Tiempo sin fin ("el Señor eterno", Zurvān Akarana) y el Tiempo del largo dominio ("el Señor del mundo existente", Zurvān Dareghō-Chvadhāta). El Tiempo del largo dominio surge del Tiempo infinito y después de durar 12000 años retorna a él.
Plutarco, en su De Iside et Osiride 46-47, recoge documentos del siglo IV a. C. con elementos doctrinales y rituales zoroástricos, con base en el zurvanismo, aunque sin mencionar a Zurvan, donde escribe que Oromazdes, nacido de la más pura luz y Aremanos, nacido de las tinieblas, ejercían alternativamente el poder cada 3000 años y se combaten durante otros 3000 años, por lo que el mundo sólo durará 9000 años, divididos en tres períodos de 3000.
Posteriormente, un sacerdote de la iglesia armenia, Ernik de Kolb transmitió el mito del dios, por el que cuando nada existía, Zurvan, cuatriforme (con cuatro apariencias), durante 1000 años estuvo ofreciendo sacrificios para poder tener un hijo, al que llamaría Ohrmazd y entonces crearía los cielos, la tierra y todo lo que en ella hay. Pero durante ese milenio de sacrificios, tuvo un momento de duda, y de la misma, se originó el maligno Ahriman. Al darse cuenta de que en su vientre había dos gemelos, prometió que haría rey del mundo al primero que naciese. Conociendo esto Ohrmazd, se lo dijo a Ahriman, que entonces,  desgarró el seno paterno y se presentó ante él. Zurvan le preguntó que quien era y le respondió que Orhmazd por lo que el padre le contestó que no podía ser pues debía ser perfumado y luminoso y lo que se presentaba ante él era maloliente y tenebroso. Entonces nació el Ohrmazd perfumado y luminoso y Zurvan quiso hacerle rey, pero para no violar su promesa, le dio la soberanía a Ahriman durante 9000 años, haciendo a Ohrmazd señor de su hermano y prometiéndole la victoria al final de los tiempos. A partir de entonces, los hijos de Zurvan se pusieron a crear, haciendo elementos y criaturas, buenas y rectas en el caso de Orhmazd y malas y tortuosas (serpientes, animales dañinos, montañas) las de Ahriman.
Fue asociado inicialmente con tres deidades, Vaiu (viento), Tuastar (espacio) y Atar (fuego). En el zurvanismo, la religión estatal de los sasánidas desde los siglos III al VII, Zurvan fue su dios supremo y señor de los cuatro elementos. 
Se le suele representar como un ser alado y andrógino con cabeza de león que puede llevar en sus manos las llaves del tiempo y, a veces, con sus dos gemelos saliendo de sus hombros.
La idea del mito por el que se hace toda la creación a partir de la realización de un sacrificio es préstamo indoiranio, que bebe en las fuentes de la mitología hindú, donde la deidad Prayápati, mientras ofrecía el sacrificio para tener un hijo, también tuvo un momento de duda.